# Вехтерсбах
Вехтерсбах (на немски: Wächtersbach) е малък град в Хесен, Германия с 12 447 жители (към 31 декември 2016).
Намира се между Франкфурт на Майн и Фулда.
За пръв път е споменат в документ през 1236 г. като Weichirsbach. Към края на 12 век господарите на Бюдинген по нареждане на император Фридрих I Барбароса построяват дворец „Вехтерсбах“.